# Ázsiai vadszamár
Az ázsiai vadszamár (Equus hemionus) a lófélék családjába tartozó nagy testű emlős, vadszamár, mely Szíria, Irán, Pakisztán, India és Tibet sivatagos területein honos. Néha félszamárnak, onagernek vagy kulánnak is nevezik.
Sok más nagy testű növényevő állathoz hasonlóan előfordulását nagyban lecsökkentette a vadászat és élőhelyének csökkenése, hat alfaja közül egy már kihalt és kettő veszélyeztetett. A kiangot (E. kiang), az ázsiai vadszamár tibeti rokonát először az onager egy alfajának tekintették (E. hemionus kiang), de a jelenlegi genetikai vizsgálatok tisztázták, hogy ez egy különálló faj.

## Megjelenése
Az ázsiai vadszamár teste nagyobb, mint a házi szamáré, tömege kb. 290 kg, testhossza 2,1 méter és valamivel lószerűbb. Rövid lábszára különbözteti meg a lovaktól, és az, hogy színe évszakonként változik. Általában vörösesbarnák nyáron és a téli hónapokban sárgásbarna színt öltenek. A hát közepétől lefelé haladva fekete sávok határolják a fehér részt. Az ókorban a sumerek kocsiba fogták (i. e. 3. évezred).

## Alfajai
- mongol kulán (Equus hemionus hemionus) Pallas 1775 Státusz: sebezhető.
- türkmén kulán (Equus hemionus kulan) Groves & Mazak 1967 Státusz: súlyosan veszélyeztetett.
- perzsa onager (Equus hemionus onager) Boddaert 1795 Státusz: súlyosan veszélyeztetett.
- indiai vadszamár (Equus hemionus khur) Lesson 1827 Státusz: mérsékelten fenyegetett.
- szír vadszamár (Equus hemionus hemippus) Geoffroy, 1855 Státusz: kihalt (1927 óta)†
- európai vadszamár (Equus hemionus hydruntinus) Regalia, 1907 Státusz: kihalt †

## Lásd még
- La peau de chagrin